# Список округов Техаса
Штат Техас включает в себя 254 округа — больше, чем любой другой штат США. Первоначально Техас делился на муниципалитеты, обладавшие самоуправлением при правлении Испании и Мексики. В 1836 году, когда Республика Техас обрела независимость, она включала 23 муниципалитета, которые стали первыми округами Техаса. Многие из них позже были разделены, и из них были сформированы новые округа. Самым молодым округом штата является округ Кенеди, созданный в 1921 году.
Каждый из округов управляется комиссиями, состоящими из 4 членов, избираемыми населением округа в четырёх избирательных округах (разделённых по численности избирателей). Окружной судья, являющийся также главой комиссии, избирается всем населением округа. Такие должности, как шериф и начальник налоговой службы, также являются выборными, однако их бюджет назначается комиссией округа. Все выборы являются тайными.
В Техасе округа имеют меньше полномочий, чем города. Они обладают правом принудительного выкупа собственности, а также управляют всеми немуниципальными территориями, однако они не имеют самоуправления.
По федеральному стандарту обработки информации (FIPS), каждый округ имеет пятизначный код. Он состоит из кода штата (48 для Техаса) и трёхзначного кода округа. Ссылка с кода в таблице ведёт на страницу результатов переписи населения для каждого округа.

## Список округов
| Название     | FIPS | Окружной центр  | Основан                                                     | Образован из                                                                         | Назван в честь | Население | Площадь    | Карта                              |
| ------------ | ---- | --------------- | ----------------------------------------------------------- | ------------------------------------------------------------------------------------ | --- | --------- | ---------- | ---------------------------------- |
| Андерсон     | 001  | Палестин        | 1846                                                        | Округ Хьюстон                                                                        | Кеннет Льюис Андерсон (1805—1845) — последний вице-президент Республики Техас                                                       | 55 109    | 2774 км²   | Округ Андерсон на карте штата.     |
| Анджелина    | 005  | Лафкин          | 1846                                                        | Округ Накодочес                                                                      | Индейская женщина племени Хайнаи, помогавшая первым испанским поселенцам, и прозванная Ангелиной                                    | 80 130    | 2077 км²   | Округ Анджелина на карте штата.    |
| Андрус       | 003  | Андрус          | 1876                                                        | Округ Бехар                                                                          | Ричард Эндрюс (?—1835), первый техасский солдат, погибший во время Техасской революции                                              | 13 004    | 3888 км²   | Округ Андрус на карте штата.       |
| Аптон        | 461  | Ранкин          | 1887                                                        | Округ Том-Грин                                                                       | Братья Джон Каннингем Аптон и Уильям Фелтон Аптон, оба подполковники армии конфедератов                                             | 3404      | 3217 км²   | Округ Аптон на карте штата.        |
| Апшур        | 459  | Гилмер          | 1846                                                        | Округ Гаррисон                                                                       | Абель Паркер Апшер, 15-й госсекретарь США (1843—1844)                                                                               | 35 291    | 1523 км²   | Округ Апшур на карте штата.        |
| Аранзас      | 007  | Рокпорт         | 1871                                                        | Округ Рефухио                                                                        | Рио-Нуестра-Сеньора-Де-Аранзасу, испанское поселение в эпоху формирования Техаса                                                    | 22 497    | 653 км²    | Округ Аранзас на карте штата.      |
| Армстронг    | 011  | Клод            | 1876                                                        | Округ Бехар                                                                          | Одна из первых семей поселенцев в Техасе, хотя неизвестно, какая именно                                                             | 2148      | 2367 км²   | Округ Армстронг на карте штата.    |
| Арчер        | 009  | Арчер-Сити      | 1858                                                        | Округ Фаннин                                                                         | Брэнч Тэннер Арчер, уполномоченный представитель Республики Техас                                                                   | 8854      | 2357 км²   | Округ Арчер на карте штата.        |
| Атаскоса     | 013  | Джердантон      | 1856                                                        | Округ Бехар                                                                          | От испанского слова, означающего «болотистый»                                                                                       | 38 628    | 3191 км²   | Округ Атаскоса на карте штата.     |
| Бандера      | 019  | Бандера         | 1856                                                        | Округ Бехар                                                                          | От испанского слова, означающего «флаг»                                                                                             | 17 645    | 2051 км²   | Округ Бандера на карте штата.      |
| Берлесон     | 051  | Колдуэлл        | 1846                                                        | Округ Майлам                                                                         | Эдвард Берлесон (1798—1851), генерал и государственный деятель Техасской революции                                                  | 16 470    | 1725 км²   | Округ Берлесон на карте штата.     |
| Бастроп      | 021  | Бастроп         | 1836                                                        | Один из первоначальных 23 округов                                                    | Филипп Энрике Нери, барон Бастропский, немецкий поселенец, который помогал Стивену Фуллеру Остину при получении грантов на землю    | 57 733    | 2300 км²   | Округ Бастроп на карте штата.      |
| Белл         | 027  | Белтон          | 1850                                                        | Округ Майлам                                                                         | Питер Хансборо Белл, 3-й губернатор Техаса (1849—1853)                                                                              | 237 974   | 2743 км²   | Округ Белл на карте штата.         |
| Бернет       | 053  | Бернет          | 1852                                                        | Округа Белл, Тревис и Уильямсон                                                      | Дэвид Бернет, временный президент Республики Техас (1836)                                                                           | 34 147    | 2577 км²   | Округ Бернет на карте штата.       |
| Бехар        | 029  | Сан-Антонио     | 1836                                                        | Один из первоначальных 23 округов                                                    | Сан-Антонио де Бехар, столица мексиканского Техаса, названная так в честь святого Антония и муниципалитета Бехар в Испании          | 1 392 931 | 3230 км²   | Округ Бехар на карте штата.        |
| Би           | 025  | Бивилл          | 1857                                                        | Округа Сан-Патрисио, Голиад, Рефухио, Лайв-Ок и Карнс                                | Сэр Бернард Эллиотт Би (1787—1853), госсекретарь Республики Техас                                                                   | 32 359    | 2279 км²   | Округ Би на карте штата.           |
| Бланко       | 031  | Джонсон-Сити    | 1858                                                        | Округа Барнет, Комаль, Гиллеспи и Хэйс                                               | Река Бланко (исп. blanco — белый)                                                                                                   | 8418      | 1841 км²   | Округ Бланко на карте штата.       |
| Борден       | 033  | Гейл            | 1876                                                        | Округ Бехар                                                                          | Гейл Борден младший (1801—1874), бизнесмен, издатель, топограф и изобретатель сгущенного молока                                     | 729       | 2328 км²   | Округ Борден на карте штата.       |
| Боске        | 035  | Меридиан        | 1854                                                        | Округ Мак-Леннан                                                                     | Река Боске (исп. bosque — лес) | 17 204    | 2561 км²   | Округ Боске на карте штата.        |
| Буи          | 037  | Бостон          | 1840                                                        | Округ Ред-Ривер                                                                      | Джеймс Боуи (1796—1836), легендарный борец на ножах, погибший в битве при Аламо                                                     | 89 306    | 2300 км²   | Округ Буи на карте штата.          |
| Бразориа     | 039  | Англтон         | 1836                                                        | Один из 23 первоначальных округов                                                    | Река Бразос | 241 767   | 3592 км²   | Округ Бразориа на карте штата.     |
| Бразос       | 041  | Брайан          | 1841                                                        | Округ Вашингтон до 1842 года назывался Навасота                                      | Река Бразос | 152 415   | 1518 км²   | Округ Бразос на карте штата.       |
| Браун        | 049  | Браунвуд        | 1856                                                        | Округа Команче и Тревис                                                              | Генри Стивенсон Браун, командир в битве при Веласко                                                                                 | 37 674    | 2445 км²   | Округ Браун на карте штата.        |
| Бриско       | 045  | Силвертон       | 1876                                                        | Округ Бехар                                                                          | Эндрю Бриско (1810—1849), солдат техасской революции                                                                                | 1790      | 2331 км²   | Округ Бриско на карте штата.       |
| Брукс        | 047  | Фалфурриас      | 1911                                                        | Округ Старр                                                                          | Джон Абиджах Брукс, техасский рейнджер и член легислатуры                                                                           | 7976      | 2442 км²   | Округ Брукс на карте штата.        |
| Брустер      | 043  | Алпайн          | 1887                                                        | Округ Пресидио                                                                       | Генри Перси Брустер (1816—1884), военный министр Республики Техас и солдат во время гражданской войны в США                         | 8866      | 16 040 км² | Округ Брустер на карте штата.      |
| Бейли        | 017  | Мьюлшу          | 1876                                                        | Округ Бехар                                                                          | Питер Джеймс Бейли, защитник Миссии Аламо в Сан-Антонио                                                                             | 6594      | 2142 км²   | Округ Бейли на карте штата.        |
| Бейлор       | 023  | Симор           | 1858                                                        | Округ Фаннин                                                                         | Генри Вайднер Бейлор, хирург, состоявший на службе у техасских рейнджеров во время Американо-мексиканской войны                     | 4093      | 2256 км²   | Округ Бейлор на карте штата.       |
| Вал-Верде    | 465  | Дель-Рио        | 1885                                                        | Округа Крокетт, Кинни и Пекос                                                        | Битва Вал-Верде в гражданской войне (исп. val verde — зелёная долина)                                                               | 44 856    | 8213 км²   | Округ Вал-Верде на карте штата.    |
| Ван-Занд     | 467  | Кантон          | 1848                                                        | Округ Хендерсон                                                                      | Исаак Ван Занд (1813—1847), техасский поселенец, прокурор, член легислатуры и дипломат                                              | 48 140    | 2199 км²   | Округ Ван-Занд на карте штата.     |
| Вашингтон    | 477  | Бренем          | 1836                                                        | Один из 23 первоначальных округов                                                    | Джордж Вашингтон, 1-й президент Соединённых Штатов (1789—1797)                                                                      | 30 373    | 1577 км²   | Округ Вашингтон на карте штата.    |
| Виктория     | 469  | Виктория        | 1836                                                        | Один из 23 первоначальных округов                                                    | Гуадалупе Виктория, 1-й президент Мексики (1824—1829)                                                                               | 84 088    | 2287 км²   | Округ Виктория на карте штата.     |
| Вуд          | 499  | Куитмен         | 1850                                                        | Округ Ван-Занд                                                                       | Джордж Тайлер Вуд, 2-й губернатор штата Техас (1847—1849)                                                                           | 36 752    | 1683 км²   | Округ Вуд на карте штата.          |
| Галвестон    | 167  | Галвестон       | 1838                                                        | Округа Бразориа, Харрис и Либерти                                                    | Бернардо де Гальвес, испанский губернатор Территории Луизиана (1777—1785)                                                           | 277 563   | 1033 км²   | Округ Галвестон на карте штата.    |
| Гамильтон    | 193  | Гамильтон       | 1856                                                        | Округа Боске, Команче и Лампасас                                                     | Джеймс Гамильтон младший, губернатор Южной Каролины (1830—1832), оказывавший финансовую помощь Республике Техас                     | 8229      | 2165 км²   | Округ Гамильтон на карте штата.    |
| Гарза        | 169  | Пост            | 1876                                                        | Округ Бехар                                                                          | Семья пионеров из округа Бехар | 4872      | 2321 км²   | Округ Гарза на карте штата.        |
| Гаррисон     | 203  | Маршалл         | 1839                                                        | Округ Шелби                                                                          | Джонас Гаррисон, юрист и техасский революционер                                                                                     | 62 110    | 2328 км²   | Округ Гаррисон на карте штата.     |
| Гейнз        | 165  | Семинол         | 1876                                                        | Округ Бехар                                                                          | Джеймс Гейнз, торговец и исполнитель техасской декларации о независимости                                                           | 14 467    | 3890 км²   | Округ Гейнз на карте штата.        |
| Гиллеспи     | 171  | Фредериксберг   | 1848                                                        | Округа Бехар и Тревис                                                                | Роберт Эддисон Гиллеспи, торговец и солдат в Американо-мексиканской войне                                                           | 20 814    | 2748 км²   | Округ Гиллеспи на карте штата.     |
| Гласкок      | 173  | Гарден-Сити     | 1887                                                        | Округ Том-Грин                                                                       | Джордж Вашингтон Гласскок (1810—1868), один из первых поселенцев города Остин area                                                  | 1406      | 2334 км²   | Округ Гласкок на карте штата.      |
| Голиад       | 175  | Голиад          | 1836                                                        | Один из 23 первоначальных округов                                                    | Одноимённый муниципалитет в Мексике                                                                                                 | 6928      | 2212 км²   | Округ Голиад на карте штата.       |
| Гонзалес     | 177  | Гонзалес        | 1836                                                        | Один из 23 первоначальных округов                                                    | Окружной центр, основанный до появления округа                                                                                      | 18 628    | 2766 км²   | Округ Гонзалес на карте штата.     |
| Грегг        | 183  | Лонгвью         | 1873                                                        | Округ Апшур                                                                          | Джон Грегг (1828—1864), герой гражданской войны                                                                                     | 111 379   | 710 км²    | Округ Грегг на карте штата.        |
| Граймс       | 185  | Андерсон        | 1846                                                        | Округ Монтгомери                                                                     | Джесси Граймс (1788—1866), исполнитель техасской декларации о независимости и один из ранних поселенцев округа                      | 23 552    | 2056 км²   | Округ Граймс на карте штата.       |
| Грей         | 179  | Пампа           | 1876                                                        | Округ Бехар                                                                          | Питер Грей (1819—1874), юрист и солдат в гражданской войне                                                                          | 22 744    | 2404 км²   | Округ Грей на карте штата.         |
| Грейсон      | 181  | Шерман          | 1846                                                        | Округ Фаннин                                                                         | Питер Вейджнер Грейсон, генеральный прокурор Республики Техас                                                                       | 110 595   | 2419 км²   | Округ Грейсон на карте штата.      |
| Гуадалупе    | 187  | Сегин           | 1846                                                        | Округа Бехар и Гонзалес                                                              | Река Гуадалупе | 89 023    | 1841 км²   | Округ Гуадалупе на карте штата.    |
| Даллам       | 111  | Далхарт         | 1876                                                        | Округ Бехар                                                                          | Джеймс Уилмер Даллам, юрист и издатель газеты                                                                                       | 6222      | 3898 км²   | Округ Даллам на карте штата.       |
| Даллас       | 113  | Даллас          | 1846                                                        | Округа Накодочес и Робертсон                                                         | Джордж Миффлин Даллас, 11-й вице-президент США (1845—1849)                                                                          | 2 294 706 | 2279 км²   | Округ Даллас на карте штата.       |
| Де-Уитт      | 123  | Куэро           | 1846                                                        | Округа Голиад, Гонзалес и Виктория                                                   | Грин Де-Уитт, основатель одной из первых колоний в Техасе                                                                           | 20 013    | 2354 км²   | Округ Де-Уитт на карте штата.      |
| Дельта       | 119  | Купер           | 1870                                                        | Округа Хопкинс и Ламар                                                               | Треугольная форма округа, похожая на греческую букву дельта                                                                         | 5327      | 717 км²    | Округ Дельта на карте штата.       |
| Дентон       | 121  | Дентон          | 1846                                                        | Округ Фаннин                                                                         | Джон Буньян Дентон (1806—1841), проповедник, юрист и солдат, убитый во время рейда на лагерь индейцев                               | 584 238   | 2300 км²   | Округ Дентон на карте штата.       |
| Деф-Смит     | 117  | Херфорд         | 1876                                                        | Округ Бехар                                                                          | «Глухой» Эрастус Смит (1787—1837) (англ. deaf — глухой), разведчик во время техасской революции                                     | 18 561    | 3877 км²   | Округ Деф-Смит на карте штата.     |
| Джаспер      | 241  | Джаспер         | 1836                                                        | Один из 23 первоначальных округов                                                    | Уильям Джаспер (1750—1779), герой войны за независимость США                                                                        | 35 604    | 2429 км²   | Округ Джаспер на карте штата.      |
| Джефф-Дейвис | 243  | Форт-Дейвис     | 1887                                                        | Округ Пресидио                                                                       | Джефферсон Дэвис, единственный президент Конфедеративных Штатов Америки(1861–1865)                                                  | 2207      | 5866 км²   | Округ Джефф-Дейвис на карте штата. |
| Джефферсон   | 245  | Бомонт          | 1836                                                        | Один из 23 первоначальных округов                                                    | Томас Джефферсон, 3-й президент США (1801—1809)                                                                                     | 252 051   | 2341 км²   | Округ Джефферсон на карте штата.   |
| Джим-Уэлс    | 249  | Алис            | 1911                                                        | Округ Нуэсес                                                                         | Джеймс Беббедж Уэлс младший, влиятельный политик юга Техаса                                                                         | 39 326    | 2240 км²   | Округ Джим-Уэлс на карте штата.    |
| Джим-Хогг    | 247  | Хебронвилл      | 1913                                                        | Округа Брукс и Дувол                                                                 | Джеймс Стивен Хогг, 20-й губернатор Техаса (1891—1895)                                                                              | 5281      | 2942 км²   | Округ Джим-Хогг на карте штата.    |
| Джонс        | 253  | Ансон           | 1854                                                        | Округа Бехар и Боске                                                                 | Энсон Джонс, 4-й президент Республики Техас (1844—1846)                                                                             | 20 785    | 2411 км²   | Округ Джонс на карте штата.        |
| Джонсон      | 251  | Клиберн         | 1854                                                        | Округа Эллис, Хилл и Наварро                                                         | Миддлтон Тэйт Джонсон, техасский рейнджер, солдат и политик                                                                         | 126 811   | 1888 км²   | Округ Джонсон на карте штата.      |
| Джэк         | 237  | Джэксборо       | 1856                                                        | Округ Кук                                                                            | Братья Патрик Черчиль Джек и Уильям Хьюстон Джек, колонисты и ветераны техасской революции                                          | 8763      | 2375 км²   | Округ Джэк на карте штата.         |
| Джэксон      | 239  | Эдна            | 1836                                                        | Один из 23 первоначальных округов                                                    | Эндрю Джексон, 7-й президент США (1829—1837)                                                                                        | 14 391    | 2150 км²   | Округ Джэксон на карте штата.      |
| Диккенс      | 125  | Диккенс         | 1876                                                        | Округ Бехар                                                                          | Дж. Диккенс, погибший, защищая миссию Аламо                                                                                         | 2762      | 2341 км²   | Округ Диккенс на карте штата.      |
| Диммит       | 127  | Карризо-Спрингс | 1858                                                        | Округа Бехар, Мэверик, Ювалде и Уэбб                                                 | Филлип Диммит, одна из видных фигур в техасской революции                                                                           | 10 248    | 3447 км²   | Округ Диммит на карте штата.       |
| Донли        | 129  | Кларендон       | 1876                                                        | Округ Бехар                                                                          | Стоктон П. Донли, военный юрист | 3828      | 2409 км²   | Округ Донли на карте штата.        |
| Доусон       | 115  | Ламиса          | 1846                                                        | Округ Бехар                                                                          | Николас Мосби Доусон, солдат техасской революции                                                                                    | 14 985    | 2336 км²   | Округ Доусон на карте штата.       |
| Дувол        | 131  | Сан-Диего       | 1858                                                        | Округа Лайв-Ок, Нуэсес и Старр                                                       | Бурр Наррисон ДуВал (1809—1836), солдат техасской революции                                                                         | 13 120    | 4644 км²   | Округ Дувол на карте штата.        |
| Запата       | 505  | Запата          | 1858                                                        | Округа Старр и Уэбб                                                                  | Антонио Сапата, фермер, восставший против мексиканского правительства                                                               | 12 182    | 2582 км²   | Округ Запата на карте штата.       |
| Ирион        | 235  | Мерцон          | 1889                                                        | Округ Том-Грин                                                                       | Роберт Андерсон Ирион (1804—1861), госсекретарь Республики Техас                                                                    | 1771      | 2725 км²   | Округ Ирион на карте штата.        |
| Истленд      | 133  | Истленд         | 1858                                                        | Округа Боске, Корьел и Тревис                                                        | Уильям Мосби Истленд, солдат техасской революции                                                                                    | 18 297    | 2398 км²   | Округ Истленд на карте штата.      |
| Йоакум       | 501  | Плейнс          | 1876                                                        | Округ Бехар                                                                          | Хендерсон Кинг Йоакум (1810—1856), солдат, прокурор и техасский историк                                                             | 7322      | 2072 км²   | Округ Йоакум на карте штата.       |
| Калберсон    | 109  | Ван-Хорн        | 1911                                                        | Округ Эль-Пасо                                                                       | Дэвид Браунинг Калберсон, юрист и солдат гражданской войны                                                                          | 2975      | 9876 км²   | Округ Калберсон на карте штата.    |
| Каллахан     | 059  | Бэрд            | 1858                                                        | Округа Бехар, Боске и Тревис                                                         | Джеймс Хьюс Каллахан, солдат техасской революции                                                                                    | 12 905    | 2328 км²   | Округ Каллахан на карте штата.     |
| Карнс        | 255  | Карнс-Сити      | 1854                                                        | Округа Бехар, Де-Уитт, Голиад, Гонзалес и Сан-Патрисио                               | Генри Карнс (1812—1840), солдат техасской революции                                                                                 | 15 446    | 1942 км²   | Округ Карнс на карте штата.        |
| Карсон       | 065  | Панхандл        | 1876                                                        | Округ Бехар                                                                          | Сэмуэл Прайс Карсон, 1-й госсекретарь Республики Техас (1836—1838)                                                                  | 6516      | 2391 км²   | Округ Карсон на карте штата.       |
| Касс         | 067  | Линден          | 1846                                                        | Округ Буи С 1861 по 1871 года назывался Дэвис                                        | Льюис Касс (1782—1866), сенатор от Мичигана, поддерживавший присоединение Техаса к США                                              | 30 438    | 2429 км²   | Округ Касс на карте штата.         |
| Кастро       | 069  | Диммитт         | 1876                                                        | Округ Бехар                                                                          | Генри Кастро (1786—1865), французский генерал-консул в Техасе и основатель колонии в Техасе                                         | 8285      | 2326 км²   | Округ Кастро на карте штата.       |
| Кауфман      | 257  | Кауфман         | 1848                                                        | Округ Хендерсон                                                                      | Дэвид Спэнглер Кауфман, 1-й иудей-сенатор от Техаса                                                                                 | 71 313    | 2036 км²   | Округ Кауфман на карте штата.      |
| Кендалл      | 259  | Берне           | 1862                                                        | Округа Бланко и Керр                                                                 | Джордж Уилкинс Кенделл, журналист и фермер                                                                                          | 23 743    | 1715 км²   | Округ Кендалл на карте штата.      |
| Кенеди       | 261  | Сарита          | 1921                                                        | Округа Хидалго и Уилласи                                                             | Миффлин Кенеди, один из первых фермеров на территории округа                                                                        | 414       | 3774 км²   | Округ Кенеди на карте штата.       |
| Кент         | 263  | Джейтон         | 1876                                                        | Округа Бехар и Янг                                                                   | Эндрю Кент, погибший, защищая миссию Аламо                                                                                          | 859       | 2336 км²   | Округ Кент на карте штата.         |
| Керр         | 265  | Кервилл         | 1856                                                        | Округ Бехар                                                                          | Джеймс Керр (1790—1850), один из ранних поселенцев и солдат техасской революции                                                     | 43 653    | 2865 км²   | Округ Керр на карте штата.         |
| Кимбл        | 267  | Джанкшен        | 1858                                                        | Округ Бехар                                                                          | Джордж Кимбл, погибший, защищая миссию Аламо                                                                                        | 4468      | 3240 км²   | Округ Кимбл на карте штата.        |
| Кинг         | 269  | Гатри           | 1876                                                        | Округ Бехар                                                                          | Уильям Филип Кинг, погибший, защищая миссию Аламо                                                                                   | 356       | 2362 км²   | Округ Кинг на карте штата.         |
| Кинни        | 271  | Бракетвилл      | 1850                                                        | Округ Бехар                                                                          | Генри Лоуренс Кинни, неудачливый спекулянт землёй                                                                                   | 3379      | 3533 км²   | Округ Кинни на карте штата.        |
| Клеберг      | 273  | Кингсвилл       | 1913                                                        | Округ Нуэсес                                                                         | Роберт Юстус Клеберг (1803—1888), немецкий поселенец и солдат в битве при Сан-Хасинто                                               | 31 549    | 2256 км²   | Округ Клеберг на карте штата.      |
| Клей         | 077  | Хенриетта       | 1857                                                        | Округ Кук                                                                            | Генри Клей, политический деятель Кентукки и 9-й госсекретарь США (1825—1829)                                                        | 11 006    | 2844 км²   | Округ Клей на карте штата.         |
| Кок          | 081  | Роберт-Ли       | 1889                                                        | Округ Том-Грин                                                                       | Ричард Кок, 15-й губернатор Техаса (1874—1876)                                                                                      | 3864      | 2328 км²   | Округ Кок на карте штата.          |
| Кокрэн       | 079  | Мортон          | 1876                                                        | Округа Бехар и Янг                                                                   | Роберт Е. Кокрэн (1810—1836), защитник Аламо                                                                                        | 3730      | 2007 км²   | Округ Кокрэн на карте штата.       |
| Колдуэлл     | 055  | Локхарт         | 1848                                                        | Округа Бастроп и Гонзалес                                                            | Мэтью Колдуэлл, исполнитель Техасской Декларации Независимости и солдат техасской революции                                         | 32 194    | 1414 км²   | Округ Колдуэлл на карте штата.     |
| Коллин       | 085  | Мак-Кинни       | 1846                                                        | Округ Фаннин                                                                         | Коллин Мак-Кини (1766—1861), один из соавторов техасской декларации о независимости                                                 | 491 675   | 2196 км²   | Округ Коллин на карте штата.       |
| Коллингсворт | 087  | Веллингтон      | 1876                                                        | Округа Бехар и Янг                                                                   | Джеймс Коллингсворт, исполнитель техассккой декларации о независимости и 1-й верховный судья Республики Техас                       | 3206      | 2380 км²   | Округ Коллингсворт на карте штата. |
| Колмен       | 083  | Колмен          | 1858                                                        | Округа Браун и Тревис                                                                | Роберт М. Коулман, исполнитель техасской декларации о независимости и участник битвы при Сан-Хасинто                                | 9235      | 3297 км²   | Округ Колмен на карте штата.       |
| Колорадо     | 089  | Колумбус        | 1836                                                        | Один из 23 первоначальных округов                                                    | Река Колорадо | 20 390    | 2494 км²   | Округ Колорадо на карте штата.     |
| Комаль       | 091  | Нью-Браунфелс   | 1846                                                        | Округ Бехар                                                                          | Река Комаль | 78 021    | 1456 км²   | Округ Комаль на карте штата.       |
| Команче      | 093  | Команче         | 1856                                                        | Округа Боске и Корьел                                                                | Индейское племя Команчи | 14 026    | 2429 км²   | Округ Команче на карте штата.      |
| Кончо        | 095  | Пейнт-Рок       | 1858                                                        | Округ Бехар                                                                          | Река Кончо | 3966      | 2569 км²   | Округ Кончо на карте штата.        |
| Корьел       | 099  | Гейтсвилл       | 1854                                                        | Округ Белл                                                                           | Джеймс Корьел, пограничник, убитый индейцами                                                                                        | 74 978    | 2725 км²   | Округ Корьел на карте штата.       |
| Котл         | 101  | Падьюка         | 1876                                                        | Округ Фаннин                                                                         | Джордж Уошингтон Коттл, погибший, защищая Аламо                                                                                     | 1904      | 2334 км²   | Округ Котл на карте штата.         |
| Крокетт      | 105  | Озона           | 1875                                                        | Округ Бехар                                                                          | Дэвид Крокетт (1786—1836), легендарный пограничник, погибший, защищая миссию Аламо                                                  | 4099      | 7273 км²   | Округ Крокетт на карте штата.      |
| Кросби       | 107  | Кросбитон       | 1876                                                        | Округа Бехар и Янг                                                                   | Стивен Кросби, комиссионер | 7072      | 2331 км²   | Округ Кросби на карте штата.       |
| Крейн        | 103  | Крейн           | 1887                                                        | Округ Том-Грин                                                                       | Уильям Кэри Крейн, президент университета Бейлор                                                                                    | 3996      | 2036 км²   | Округ Крейн на карте штата.        |
| Кук          | 097  | Гейнсвилл       | 1848                                                        | Округ Фаннин                                                                         | Уильям Гордон Кук, солдат техасской революции                                                                                       | 36 363    | 2264 км²   | Округ Кук на карте штата.          |
| Калхун       | 057  | Порт-Лавака     | 1846                                                        | Округа Джэксон, Матагорда и Виктория                                                 | Джон Колдуэлл Кэлхун, 7-й вице-президент США (1825—1832)                                                                            | 20 647    | 1326 км²   | Округ Калхун на карте штата.       |
| Кэмерон      | 061  | Браунсвилл      | 1848                                                        | Округ Нуэсес и территории, уступленные Мексикой                                      | Эвен Кэмерон, солдат Техасской революции                                                                                            | 335 227   | 2347 км²   | Округ Кэмерон на карте штата.      |
| Кэмп         | 063  | Питсберг        | 1874                                                        | Округ Апшур                                                                          | Джон Лафайетт Кэмп (1828—1891), техасский политик                                                                                   | 11 549    | 513 км²    | Округ Кэмп на карте штата.         |
| Лаббок       | 303  | Лаббок          | 1876                                                        | Округ Бехар                                                                          | Томас Салтус Лаббок (1817—1862), техасский рейнджер и солдат армии КША                                                              | 242 628   | 2331 км²   | Округ Лаббок на карте штата.       |
| Лавака       | 285  | Халлетсвилл     | 1842                                                        | Округа Колорадо, Файетт, Гонзалес, Джэксон и Виктория До 1846 года назывался Ла-Бука | Река Лавака (исп. la vaca — корова)                                                                                                 | 19 210    | 2512 км²   | Округ Лавака на карте штата.       |
| Лайв-Ок      | 297  | Джордж-Уэст     | 1856                                                        | Округа Нуэсес и Сан-Патрисио                                                         | Техасский живой дуб, под которым был подписан указ о создании нового округа (англ. live oak — живой дуб)                            | 12 309    | 2683 км²   | Округ Лайв-Ок на карте штата.      |
| Лаймстон     | 293  | Гросбек         | 1846                                                        | Округ Робертсон                                                                      | Залежи известняка в области (англ. limestone — известняк)                                                                           | 22 051    | 2354 км²   | Округ Лаймстон на карте штата.     |
| Ламар        | 277  | Парис           | 1840                                                        | Округ Ред-Ривер                                                                      | Мирабо Ламар, 2-й президент Республики Техас (1838—1842)                                                                            | 48 499    | 2375 км²   | Округ Ламар на карте штата.        |
| Лампасас     | 281  | Лампасас        | 1856                                                        | Округа Белл, Корьел и Тревис                                                         | Река Лампасас (исп. lampasas — лилии)                                                                                               | 17 762    | 1844 км²   | Округ Лампасас на карте штата.     |
| Ла-Саль      | 283  | Коталла         | 1858                                                        | Округ Бехар                                                                          | Рене-Робер Кавелье де Ла Саль (1643—1687), Французский исследователь, путешествовавший через Техас                                  | 5866      | 3856 км²   | Округ Ла-Саль на карте штата.      |
| Ли           | 287  | Гиддингс        | 1874                                                        | Округа Бастроп, Берлесон, Файетт и Вашингтон                                         | Роберт Эдвард Ли (1807—1870), генерал конфедератов во время гражданской войны                                                       | 15 657    | 1629 км²   | Округ Ли на карте штата.           |
| Либерти      | 291  | Либерти         | 1836                                                        | Один из 23 первоначальных округов                                                    | Окружной центр, основанный до появления округа                                                                                      | 70 154    | 3004 км²   | Округ Либерти на карте штата.      |
| Линн         | 305  | Тахока          | 1876                                                        | Округ Гарза                                                                          | Уильям Линн, солдат техасской революции из Массачусеса, погибший, как считается, защищая миссию Аламо                               | 6550      | 2310 км²   | Округ Линн на карте штата.         |
| Лион         | 289  | Сентервилл      | 1846                                                        | Округ Робертсон                                                                      | Жёлтый волк, живший в этой области и прозванный львом (исп. leon — лев)                                                             | 15 335    | 2776 км²   | Округ Лион на карте штата.         |
| Липскомб     | 295  | Липскомб        | 1876                                                        | Округ Бехар                                                                          | Эбнер Смит Липскомб, судья верховного суда Техаса (1846—1856) и госсекретарь Республики Техас (1840)                                | 3057      | 2414 км²   | Округ Липскомб на карте штата.     |
| Ллано        | 299  | Ллано           | 1856                                                        | Округа Бехар и Гиллеспи                                                              | Река Ллано (исп. llano — равнина)                                                                                                   | 17 044    | 2422 км²   | Округ Ллано на карте штата.        |
| Ловинг       | 301  | Ментон          | 1931 (первоначально в 1887 году, расформирован в 1897 году) | Округ Том-Грин                                                                       | Оливер Ловинг (1812—1867) | 67        | 1743 км²   | Округ Ловинг на карте штата.       |
| Лэмб         | 279  | Литлфилд        | 1876                                                        | Округ Бехар                                                                          | Джордж Лэмб, погибший в битве при Сан-Хасинто                                                                                       | 14 709    | 2631 км²   | Округ Лэмб на карте штата.         |
| Мак-Калох    | 307  | Брейди          | 1856                                                        | Округ Бехар                                                                          | Бенджамин Маккалох (1811—1862), знаменитый техасский рейнджер и генерал конфедератов                                                | 8205      | 2769 км²   | Округ Мак-Калох на карте штата.    |
| Мак-Леннан   | 309  | Уэйко           | 1850                                                        | Округа Лаймстон и Майлам                                                             | Нейл Мак-Леннан, один из первых поселенцев будущего округа                                                                          | 213 517   | 2699 км²   | Округ Мак-Леннан на карте штата.   |
| Мак-Маллен   | 311  | Тилден          | 1858                                                        | Округа Атаскоса, Бехар и Лайв-Ок                                                     | Джон Макмаллен (1832—1883), ирландский основатель колонии в Техасе                                                                  | 851       | 2883 км²   | Округ Мак-Маллен на карте штата.   |
| Мартин       | 317  | Стантон         | 1876                                                        | Округ Бехар                                                                          | Уили Мартин, один из первых поселенцев в Техасе                                                                                     | 4746      | 2370 км²   | Округ Мартин на карте штата.       |
| Матагорда    | 321  | Бей-Сити        | 1836                                                        | Один из 23 первоначальных округов                                                    | Сахарный тростник, росший ранее вдоль побережья (исп. mata gorda — густые заросли)                                                  | 37 957    | 2885 км²   | Округ Матагорда на карте штата.    |
| Медина       | 325  | Хондо           | 1848                                                        | Округ Бехар                                                                          | Река Медина | 39 304    | 3440 км²   | Округ Медина на карте штата.       |
| Майлам       | 331  | Камерон         | 1836                                                        | Один из 23 первоначальных округов                                                    | Бенджамин Раш Майлам (1788—1835), техасский колонист и солдат техасской революции                                                   | 24 238    | 2634 км²   | Округ Майлам на карте штата.       |
| Мейсон       | 319  | Мейсон          | 1858                                                        | Округ Гиллеспи                                                                       | Форт Мейсон, расположенный в будущем округе                                                                                         | 3738      | 2414 км²   | Округ Мейсон на карте штата.       |
| Менард       | 327  | Менард          | 1858                                                        | Округ Бехар                                                                          | Митчел Брэнамур Менард, основатель Галвестона                                                                                       | 2360      | 2336 км²   | Округ Менард на карте штата.       |
| Мидленд      | 329  | Мидленд         | 1885                                                        | Округ Том-Грин                                                                       | Расположение округа посередине между Фотром-Уорт и Эль-Пасо на Техасской тихоокеанской железной дороге                              | 116 009   | 2331 км²   | Округ Мидленд на карте штата.      |
| Милс         | 333  | Голдтуэйт       | 1887                                                        | Округа Браун, Команче, Гамильтон и Лампасас                                          | Джон Т. Миллс (1817—1871), судья в Техасе                                                                                           | 5151      | 1937 км²   | Округ Милс на карте штата.         |
| Митчелл      | 335  | Колорадо-Сити   | 1876                                                        | Округ Бехар                                                                          | Аса Митчел и Эли Митчел, поселенцы и солдаты техасской революции                                                                    | 9698      | 2357 км²   | Округ Митчелл на карте штата.      |
| Монтгомери   | 339  | Конро           | 1837                                                        | Округ Вашингтон                                                                      | Город Монтгомери | 293 768   | 2704 км²   | Округ Монтгомери на карте штата.   |
| Монтейг      | 337  | Монтейг         | 1857                                                        | Округ Кук                                                                            | Дэниел Монтегю (Монтейг), сенатор и землемер будущего округа                                                                        | 19 117    | 2411 км²   | Округ Монтейг на карте штата.      |
| Моррис       | 343  | Дейнджерфилд    | 1875                                                        | Округ Тайтус                                                                         | Уильям Райт Моррис, член легислатуры и плантатор в этой области                                                                     | 13 048    | 658 км²    | Округ Моррис на карте штата.       |
| Мотли        | 345  | Матадор         | 1876                                                        | Округ Бехар                                                                          | Джуниус Уильям Мотли, исполнитель техасской декларации о независимости                                                              | 1426      | 2561 км²   | Округ Мотли на карте штата.        |
| Мур          | 341  | Думас           | 1876                                                        | Округ Бехар                                                                          | Эдвин Уард Мур (1810—1865), командующий техасским флотом                                                                            | 20 121    | 2331 км²   | Округ Мур на карте штата.          |
| Мэверик      | 323  | Игл-Пасс        | 1856                                                        | Округ Кинни                                                                          | Сэмуэл Аугустус Мэверик (1803—1870), член легислатуры и фермер недалеко от будущего округа                                          | 47 297    | 3315 км²   | Округ Мэверик на карте штата.      |
| Мэдисон      | 313  | Мадисонвилл     | 1853                                                        | Округа Граймс, Лион и Уолкер                                                         | Джеймс Мэдисон, 4-й президент США (1809—1817)                                                                                       | 12 940    | 1217 км²   | Округ Мэдисон на карте штата.      |
| Мэрион       | 315  | Джефферсон      | 1860                                                        | Округ Касс                                                                           | Фрэнсис Мэрион (1732—1795), генерал в войне за независимость США                                                                    | 10 941    | 987 км²    | Округ Мэрион на карте штата.       |
| Наварро      | 349  | Корсикана       | 1846                                                        | Округ Робертсон                                                                      | Хосе Антонио Наварро (1795—1871), участник техасской революции и исполнитель техасской декларации о независимости                   | 45 124    | 2774 км²   | Округ Наварро на карте штата.      |
| Накодочес    | 347  | Накодочес       | 1836                                                        | Один из 23 первоначальных округов                                                    | Индейское племя Накодочес | 59 203    | 2453 км²   | Округ Накодочес на карте штата.    |
| Нокс         | 275  | Бенджамин       | 1858                                                        | Округа Бехар и Янг                                                                   | Генри Нокс, 1-й военный министр США (1785—1794)                                                                                     | 4253      | 2212 км²   | Округ Нокс на карте штата.         |
| Нолан        | 353  | Суитуотер       | 1881                                                        | Округ Бехар                                                                          | Филип Нолан (1771—1801), солдат техасской революции                                                                                 | 15 802    | 2362 км²   | Округ Нолан на карте штата.        |
| Нуэсес       | 355  | Корпус-Кристи   | 1846                                                        | Округ Сан-Патрисио                                                                   | Река Нуэсес (исп. nueces — орехи)                                                                                                   | 313 645   | 2165 км²   | Округ Нуэсес на карте штата.       |
| Ньютон       | 351  | Ньютон          | 1846                                                        | Округ Джаспер                                                                        | Джон Ньютон (1755—1780), ветеран войны за независимость США                                                                         | 15 072    | 2416 км²   | Округ Ньютон на карте штата.       |
| Олдем        | 359  | Вега            | 1876                                                        | Округ Бехар                                                                          | Уильямсон Симпсон Олдем, член легислатуры                                                                                           | 2185      | 3888 км²   | Округ Олдем на карте штата.        |
| Ориндж       | 361  | Ориндж          | 1852                                                        | Округ Джефферсон                                                                     | Апельсиновая роща, посаженная первыми поселенцами в устье реки Сабин                                                                | 84 966    | 922 км²    | Округ Ориндж на карте штата.       |
| Остин        | 015  | Белвилл         | 1836                                                        | Один из первоначальных 23 округов                                                    | Стивен Фулер Остин (1793—1836), известный как Отец Техаса                                                                           | 23 590    | 1691 км²   | Округ Остин на карте штата.        |
| Окилтри      | 357  | Перритон        | 1876                                                        | Округ Бехар                                                                          | Уильям Бекк Окилтри (1811—1867), поселенец, судья и член легислатуры                                                                | 9006      | 2378 км²   | Округ Окилтри на карте штата.      |
| Пало-Пинто   | 363  | Пало-Пинто      | 1856                                                        | Округа Боске и Наварро                                                               | The Река Пало-Пинто-Крик (исп. Palo Pinto — крашенная трость)                                                                       | 27 026    | 2468 км²   | Округ Пало-Пинто на карте штата.   |
| Панола       | 365  | Картидж         | 1846                                                        | Округа Гаррисон и Шелби                                                              | Индейское слово, означающее хлопок                                                                                                  | 22 756    | 2075 км²   | Округ Панола на карте штата.       |
| Паркер       | 367  | Уэтерфорд       | 1855                                                        | Округ Боске и Наварро                                                                | Исаак Паркер (1838—1896), член легислатуры штата                                                                                    | 88 495    | 2341 км²   | Округ Паркер на карте штата.       |
| Пармер       | 369  | Фаруэлл         | 1876                                                        | Округ Бехар                                                                          | Мартин Пармер (1778—1850), член легислатуры, судья и идин из подписавшихся под техасской декларацией о независимости                | 10 016    | 2284 км²   | Округ Пармер на карте штата.       |
| Пекос        | 371  | Форт-Стоктон    | 1871                                                        | Округ Пресидио                                                                       | Река Пекос | 16 809    | 12 339 км² | Округ Пекос на карте штата.        |
| Полк         | 373  | Ливингстон      | 1846                                                        | Округ Либерти                                                                        | Джеймс Нокс Полк, 11-й президент США (1845—1849)                                                                                    | 41 133    | 2738 км²   | Округ Полк на карте штата.         |
| Поттер       | 375  | Амарилло        | 1876                                                        | Округ Бехар                                                                          | Роберт Поттер (1800—1842), министр флота Республики Техас, исполнитель декларации о независимости Техаса                            | 113 546   | 2354 км²   | Округ Поттер на карте штата.       |
| Пресидио     | 377  | Марфа           | 1850                                                        | Округ Бехар                                                                          | Пресидио-дель-Норте, форт XVIII века и поселение на южном берегу Рио-Гранде                                                         | 7304      | 9987 км²   | Округ Пресидио на карте штата.     |
| Раннелс      | 399  | Баллинджер      | 1858                                                        | Округа Бехар и Тревис                                                                | Хайрем Раннелс, 9-й губернатор Миссисипи (1833—1835) и плантатор в Техасе                                                           | 11 495    | 2730 км²   | Округ Раннелс на карте штата.      |
| Раск         | 401  | Хендерсон       | 1843                                                        | Округ Накодочес                                                                      | Томас Джефферсон Раск (1803—1857), генерал техасской революции                                                                      | 47 372    | 2393 км²   | Округ Раск на карте штата.         |
| Ред-Ривер    | 387  | Кларксвилл      | 1836                                                        | Один из 23 первоначальных округов                                                    | Река Ред-Ривер, протекающая по северной границе округа                                                                              | 14 314    | 2719 км²   | Округ Ред-Ривер на карте штата.    |
| Рейган       | 383  | Биг-Лейк        | 1903                                                        | Округ Том-Грин                                                                       | Джон Хеннингер Рейган (1818—1905), генерал конфедератов и лидер демократической партии США в Техасе                                 | 3326      | 3043 км²   | Округ Рейган на карте штата.       |
| Рефухио      | 391  | Рефухио         | 1836                                                        | Один из 23 первоначальных округов                                                    | Миссия Нуэстра-Сеньора-дель-Рефухио, располагавшаяся недалеко от будущего округа                                                    | 7828      | 1994 км²   | Округ Рефухио на карте штата.      |
| Ривз         | 389  | Пекос           | 1883                                                        | Округ Пекос                                                                          | Джордж Робертсон Ривз, член легислатуры штата и полковник армии кофедератов                                                         | 13 137    | 6827 км²   | Округ Ривз на карте штата.         |
| Риэл         | 385  | Лики            | 1913                                                        | Округа Бандера, Эдуардс и Керр                                                       | Джулиус Риэл, фермер и член легислатуры                                                                                             | 3047      | 1813 км²   | Округ Риэл на карте штата.         |
| Робертс      | 393  | Майами          | 1876                                                        | Округ Бехар                                                                          | Оран Мило Робертс (1879—1883), 17-й губернатор Техаса, и Джон С. Робертс, исполнитель техасской декларации о независимосоти         | 887       | 2393 км²   | Округ Робертс на карте штата.      |
| Робертсон    | 395  | Франклин        | 1837                                                        | Округа Бехар, Майлам и Накодочес                                                     | Стерлинг Клэкк Робертсон, основатель колонии в раннем Техасе                                                                        | 16 000    | 2214 км²   | Округ Робертсон на карте штата.    |
| Рокуолл      | 397  | Рокуолл         | 1873                                                        | Округ Кауфман                                                                        | Окружной центр и геологическая стена камня (англ. rock), залегающая под округом                                                     | 43 080    | 334 км²    | Округ Рокуолл на карте штата.      |
| Рэндолл      | 381  | Каньон          | 1876                                                        | Округ Бехар                                                                          | Хорас Рэндол, генерал конфедератов                                                                                                  | 104 312   | 2367 км²   | Округ Рэндолл на карте штата.      |
| Рэйнс        | 379  | Эмори           | 1870                                                        | Округа Хопкинс, Хант и Вуд                                                           | Эмори Рэйнс (1800—1878), член легислатуры и землемер будущего округа                                                                | 9139      | 601 км²    | Округ Рэйнс на карте штата.        |
| Сабин        | 403  | Хемпхилл        | 1836                                                        | Один из 23 первоначальных округов                                                    | Река Сабин, образующая восточную границу округа (исп. sabine — кипарис)                                                             | 10 469    | 1269 км²   | Округ Сабин на карте штата.        |
| Савала       | 507  | Кристал-Сити    | 1846                                                        | Округ Мэверик                                                                        | Лоренсо де Савала (1788—1836), исполнитель техасской декларации о независимости и 1-й вице-президент Республики Техас               | 11 600    | 3364 км²   | Округ Савала на карте штата.       |
| Сан-Огастин  | 405  | Сан-Огастин     | 1836                                                        | Один из 23 первоначальных округов                                                    | Святой Аврелий Августин (354–430) (англ. Augustine)                                                                                 | 8946      | 1368 км²   | Округ Сан-Огастин на карте штата.  |
| Сан-Патрисио | 409  | Синтон          | 1846                                                        | Округ Рефухио                                                                        | Муниципалитет Сан-Патрисио в Мексике                                                                                                | 67 138    | 1792 км²   | Округ Сан-Патрисио на карте штата. |
| Сан-Саба     | 411  | Сан-Саба        | 1856                                                        | Округ Бехар                                                                          | Река Сан-Саба | 6186      | 2937 км²   | Округ Сан-Саба на карте штата.     |
| Сан-Хасинто  | 407  | Колдспринг      | 1870                                                        | Округа Либерти, Монтгомери, Полк и Уолкер                                            | Битва при Сан-Хасинто, в результате которой Техас получил независимость от Мексики                                                  | 22 246    | 1479 км²   | Округ Сан-Хасинто на карте штата.  |
| Саттон       | 435  | Сонора          | 1887                                                        | Округ Крокетт                                                                        | Джон Шайлер Саттон, техасский рейнджер, солдат техасской революции и Американо-мексиканской войны                                   | 4077      | 3766 км²   | Округ Саттон на карте штата.       |
| Скарри       | 415  | Снайдер         | 1876                                                        | Округ Бехар                                                                          | Уильям Рэд Скарри (1821—1864), член легислатуры Техаса и генерал конфедератов                                                       | 16 361    | 2339 км²   | Округ Скарри на карте штата.       |
| Смит         | 423  | Тайлер          | 1846                                                        | Округ Накодочес                                                                      | Джеймс Смит, генерал техасской революции                                                                                            | 174 706   | 2404 км²   | Округ Смит на карте штата.         |
| Сомервелл    | 425  | Глен-Роуз       | 1875                                                        | Округ Худ                                                                            | Александр Сомервелл, солдат техасской революции                                                                                     | 6809      | 484 км²    | Округ Сомервелл на карте штата.    |
| Старр        | 427  | Рио-Гранде-Сити | 1848                                                        | Округ Нуэсес                                                                         | Джеймс Харпер Старр (1809—1890), казначей Республики Техас                                                                          | 53 597    | 3168 км²   | Округ Старр на карте штата.        |
| Стерлинг     | 431  | Стерлинг-Сити   | 1891                                                        | Округ Том-Грин                                                                       | С. Стерлинг, фермер, охотник на бизонов и борец с индейцами                                                                         | 1393      | 2391 км²   | Округ Стерлинг на карте штата.     |
| Стефенс      | 429  | Брекенридж      | 1858                                                        | Округ Боске До 1861 года назывался Бучанан                                           | Александр Гамильтон Стивенс, единственный вице-президент Конфедеративных Штатов Америки (1861—1865)                                 | 9674      | 2318 км²   | Округ Стефенс на карте штата.      |
| Стонуолл     | 433  | Аспермонт       | 1876                                                        | Округа Бехар и Янг                                                                   | Томас Джонатан Джексон (1824—1863), прозванный Стонуолл (каменная стена), знаменитый генерал кофедератов                            | 1693      | 2380 км²   | Округ Стонуолл на карте штата.     |
| Суишер       | 437  | Тулия           | 1876                                                        | Округа Бехар и Янг                                                                   | Джеймс Гибсон Суишер, солдат техасской революции                                                                                    | 8378      | 2331 км²   | Округ Суишер на карте штата.       |
| Тайлер       | 457  | Вудвилл         | 1846                                                        | Округ Либерти                                                                        | Джон Тайлер, 10-й президент США (1841—1845)                                                                                         | 20 871    | 2391 км²   | Округ Тайлер на карте штата.       |
| Тайтус       | 449  | Маунт-Плезант   | 1846                                                        | Округ Буи                                                                            | Эндрю Джексон Тайтус, член легислатуры штата                                                                                        | 28 118    | 1064 км²   | Округ Тайтус на карте штата.       |
| Тейлор       | 441  | Абилин          | 1858                                                        | Округа Бехар и Тревис                                                                | Эдвард Тейлор (1812—1836), Джордж Тейлор (1816—1836), и Джеймс Тейлор (1814—1836), три брата, погибшие при Аламо                    | 126 555   | 2372 км²   | Округ Тейлор на карте штата.       |
| Террелл      | 443  | Сандерсон       | 1905                                                        | Округ Пекос                                                                          | Александр Уоткинс Террелл, прокурор, судья, член легислатуры, дипломат и ковалерийский офицер конфедератов                          | 1081      | 6107 км²   | Округ Террелл на карте штата.      |
| Терри        | 445  | Браунфилд       | 1876                                                        | Округ Бехар                                                                          | Бенжамин Франклин Терри, полковник конфедератов                                                                                     | 12 761    | 2305 км²   | Округ Терри на карте штата.        |
| Том-Грин     | 451  | Сан-Анджело     | 1874                                                        | Округ Бехар                                                                          | Томас Грин (1814—1864), генерал конфедератов                                                                                        | 104 010   | 3942 км²   | Округ Том-Грин на карте штата.     |
| Тревис       | 453  | Остин           | 1840                                                        | Округ Бастроп                                                                        | Уильям Баррет Тревис (1809—1836), командующий силами техасцев при Аламо                                                             | 812 280   | 2561 км²   | Округ Тревис на карте штата.       |
| Тринити      | 455  | Гровтон         | 1850                                                        | Округ Хьюстон                                                                        | Река Тринити | 13 779    | 1795 км²   | Округ Тринити на карте штата.      |
| Трокмортон   | 447  | Трокмортон      | 1858                                                        | Округ Фаннин                                                                         | Уильям Эдвард Трокмортон, поселенец в округе Коллин                                                                                 | 1850      | 2362 км²   | Округ Трокмортон на карте штата.   |
| Тэррент      | 439  | Форт-Уэрт       | 1849                                                        | Округ Наварро                                                                        | Эдвард Тэррент, генерал, вытеснивший индейцев с территории округа                                                                   | 1 446 219 | 2238 км²   | Округ Тэррент на карте штата.      |
| Уайз         | 497  | Декейтер        | 1856                                                        | Округ Кук                                                                            | Генри Александр Уайз, 38-й губернатор Виргинии (1856—1860), поддерживавший присоединение Техаса к США                               | 48 793    | 2344 км²   | Округ Уайз на карте штата.         |
| Уард         | 475  | Монаханс        | 1887                                                        | Округ Том-Грин                                                                       | Томас Уильям Уард, мэр города Остин                                                                                                 | 10 909    | 2165 км²   | Округ Уард на карте штата.         |
| Уортон       | 481  | Уортон          | 1846                                                        | Округа Колорадо, Джэксон и Матагорда                                                 | Уильям Харрис Уортон (1802—1839) и Джон Остин Уортон (1828—1865), техасские революционеры                                           | 41 188    | 2823 км²   | Округ Уортон на карте штата.       |
| Уилбаргер    | 487  | Вернон          | 1858                                                        | Округ Бехар                                                                          | Джосайа Пью Уилбаргер (1801—1845) и Мэтиас Уилбаргер, техасские поселенцы                                                           | 14 676    | 2515 км²   | Округ Уилбаргер на карте штата.    |
| Уилер        | 483  | Уилер           | 1876                                                        | Округа Бехар и Янг                                                                   | Ройал Тайлер Уилер, 2-й судья Верховного суда Техаса                                                                                | 5284      | 2367 км²   | Округ Уилер на карте штата.        |
| Уилласи      | 489  | Реймондвилл     | 1911                                                        | Округа Кэмерон и Хидалго                                                             | Джон Уилласи, сенатор и автор указа о формировании округа                                                                           | 20 082    | 1546 км²   | Округ Уилласи на карте штата.      |
| Уилсон       | 493  | Флоресвилл      | 1860                                                        | Округа Бехар, Гуадалупе и Карнс                                                      | Джеймс Чарльз Уилсон, сенатор (1851—1853)                                                                                           | 32 408    | 2090 км²   | Округ Уилсон на карте штата.       |
| Уильямсон    | 491  | Джорджтаун      | 1848                                                        | Округ Майлам                                                                         | Роберт Макалпин Уильямсон (1804/1806—1859), майор техасских рейнджеров и ветеран битвы при Сан-Хасинто                              | 249 967   | 2911 км²   | Округ Уильямсон на карте штата.    |
| Уинклер      | 495  | Кермит          | 1887                                                        | Округ Том-Грин                                                                       | Клинтон МакКэми Уинклер, судья и полковник конфедератов                                                                             | 7173      | 2178 км²   | Округ Уинклер на карте штата.      |
| Уичита       | 485  | Уичито-Фолс     | 1858                                                        | Округ Кук                                                                            | Индейское племя Уичита | 131 664   | 1627 км²   | Округ Уичита на карте штата.       |
| Уолкер       | 471  | Хантсвилл       | 1846                                                        | Округ Монтгомери                                                                     | Сэмуэл Гамильтон Уокер (1815—1847), техасский рейнджер и солдат в Американо-мексиканской войне                                      | 61 758    | 2041 км²   | Округ Уолкер на карте штата.       |
| Уоллер       | 473  | Хемпстед        | 1873                                                        | Округа Остин и Граймс                                                                | Эдвин Уоллер (1800—1881), исполнитель техасской декларации о независимости и 1-й мэр Остина                                         | 32 663    | 1331 км²   | Округ Уоллер на карте штата.       |
| Уэбб         | 479  | Ларедо          | 1848                                                        | Округ Нуэсес                                                                         | Джеймс Уэбб, занимавший посты казначея, госсекретаря и генерального прокурора Республики Техас                                      | 193 117   | 8695 км²   | Округ Уэбб на карте штата.         |
| Файет        | 149  | Ла-Грейндж      | 1837                                                        | Округ Бастроп                                                                        | Жильбер, маркиз де ла Файет (1757—1834), француз, герой войны за независимость США                                                  | 21 804    | 2460 км²   | Округ Файет на карте штата.        |
| Фаннин       | 147  | Бонем           | 1837                                                        | Округ Ред-Ривер                                                                      | Джеймс Уолкер Фэннин младший (1805—1836), предводитель группы техассцев, убитых в голиадской резне                                  | 31 242    | 2310 км²   | Округ Фаннин на карте штата.       |
| Фишер        | 151  | Роби            | 1876                                                        | Округ Бехар                                                                          | Семуэл Роадс Фишер (1794—1839), исполнитель техасской декларации о независимости и министр флота Республики Техас                   | 4344      | 2334 км²   | Округ Фишер на карте штата.        |
| Флойд        | 153  | Флойдейда       | 1876                                                        | Округа Бехар и Янг                                                                   | Долфин Уард Флойд, погибший, защищая Аламо                                                                                          | 7771      | 2569 км²   | Округ Флойд на карте штата.        |
| Форд         | 155  | Кроуэлл         | 1891                                                        | Округа Котл, Хардемен, Кинг и Нокс                                                   | Роберт Леви Форд, прокурор и солдат в гражданской войне                                                                             | 1622      | 1831 км²   | Округ Форд на карте штата.         |
| Фолс         | 145  | Марлин          | 1850                                                        | Округа Лаймстон и Майлам                                                             | Водопады на реке Брасос (англ. waterfalls — водопады)                                                                               | 18 576    | 1992 км²   | Округ Фолс на карте штата.         |
| Форт-Бенд    | 157  | Ричмонд         | 1837                                                        | Округа Остин, Бразориа и Харрис                                                      | Укрепление, расположенное в изгибе реки Брасос (англ. bend — изгиб)                                                                 | 354 452   | 2266 км²   | Округ Форт-Бенд на карте штата.    |
| Франклин     | 159  | Маунт-Вернон    | 1875                                                        | Округ Тайтус                                                                         | Бенжамин Кромвелл Франклин (1805—1873), судья и член легислатуры Техаса                                                             | 9458      | 741 км²    | Округ Франклин на карте штата.     |
| Фрио         | 163  | Пирсолл         | 1858                                                        | Округа Атаскоса, Бехар и Ювалде                                                      | Река Фрио (исп. frio — холодный) | 16 252    | 2934 км²   | Округ Фрио на карте штата.         |
| Фристон      | 161  | Фэрфилд         | 1850                                                        | Округ Лаймстон                                                                       | Сорт персиков | 17 867    | 2292 км²   | Округ Фристон на карте штата.      |
| Хадспет      | 229  | Сьерра-Бланка   | 1917                                                        | Округ Эль-Пасо                                                                       | Клод Бентон Хадспет, конгрессмен (1919—1931), фермер и издатель газеты                                                              | 3344      | 11 839 км² | Округ Хадспет на карте штата.      |
| Хант         | 231  | Гринвилл        | 1846                                                        | Округа Фаннин и Накодочес                                                            | Мемукан Хант младший (1807—1856), министр флота Республики Техас                                                                    | 76 596    | 2178 км²   | Округ Хант на карте штата.         |
| Хардемен     | 197  | Куана           | 1858                                                        | Округ Фаннин                                                                         | Бейли Хардемен и Томас Джонс Хардемен, политические деятели и члены легислатуры Техаса                                              | 4724      | 1800 км²   | Округ Хардемен на карте штата.     |
| Хардин       | 199  | Кунц            | 1858                                                        | Округа Джефферсон и Либерти                                                          | Семья Хардин в округе Либерти | 48 073    | 2315 км²   | Округ Хардин на карте штата.       |
| Харрис       | 201  | Хьюстон         | 1836                                                        | Один из 23 первоначальных округов                                                    | Джон Ричардсон Харрис, один из первых поселенцев на территории округа До 1839 года назывался Харрисбург                             | 3 693 050 | 4478 км²   | Округ Харрис на карте штата.       |
| Хартли       | 205  | Чаннинг         | 1876                                                        | Округа Бехар и Янг                                                                   | Оливер Хартли (1823—1859) и Руфус К. Хартли, члены техасской легислатуры                                                            | 5537      | 3787 км²   | Округ Хартли на карте штата.       |
| Хаскелл      | 207  | Хаскелл         | 1858                                                        | Округа Фаннин и Майлам                                                               | Чарльс Реади Хаскелл, убитый в голиадской резне                                                                                     | 6093      | 2339 км²   | Округ Хаскелл на карте штата.      |
| Хатчинсон    | 233  | Стиннетт        | 1876                                                        | Округ Бехар                                                                          | Эндрю Хатчинсон, прокурор в Техасе                                                                                                  | 23 857    | 2297 км²   | Округ Хатчинсон на карте штата.    |
| Хендерсон    | 213  | Атенс           | 1846                                                        | Округа Хьюстон Накодочес                                                             | Джеймс Пинкни Хендерсон, 1-й губернатор Техаса (1846—1847)                                                                          | 73 277    | 2264 км²   | Округ Хендерсон на карте штата.    |
| Хидалго      | 215  | Эдинберг        | 1852                                                        | Округ Кэмерон                                                                        | Мигель Идальго и Кастилья (1753—1811), священник, призывавший к независимости Мексики от Испании                                    | 569 463   | 4064 км²   | Округ Хидалго на карте штата.      |
| Хилл         | 217  | Хилсборо        | 1853                                                        | Округ Наварро                                                                        | Джордж Вашингтон Хилл, министр армии и флота Республики Техас                                                                       | 32 321    | 2492 км²   | Округ Хилл на карте штата.         |
| Хауард       | 227  | Биг-Спринг      | 1876                                                        | Округ Бехар                                                                          | Волни Эскин Хауард, сенатор от Техаса (1849—1853)                                                                                   | 33 627    | 2339 км²   | Округ Хауард на карте штата.       |
| Хокли        | 219  | Левелленд       | 1876                                                        | Округа Бехар и Янг                                                                   | Джордж Вашингтон Хокли (1802—1854), начальник генштаба армии Техаса во время техасской революции и военный министр Республики Техас | 22 716    | 2352 км²   | Округ Хокли на карте штата.        |
| Холл         | 191  | Мемфис          | 1876                                                        | Округа Бехар и Янг                                                                   | Уоррен ДеВитт Клинтон Холл, военный министр Республики Техас (1836)                                                                 | 3782      | 2339 км²   | Округ Холл на карте штата.         |
| Хопкинс      | 223  | Салфер-Спрингс  | 1846                                                        | Округа Ламар и Накодочес                                                             | Семья Дэвида Хопкинса, одного из первых поселенцев на территории округа                                                             | 31 960    | 2033 км²   | Округ Хопкинс на карте штата.      |
| Худ          | 221  | Гранбери        | 1866                                                        | Округ Джонсон                                                                        | Джон Белл Худ (1831—1879), генерал-лейтенант конфедератов и командующий бригады Худа                                                | 41 100    | 1093 км²   | Округ Худ на карте штата.          |
| Хьюстон      | 225  | Крокетт         | 1837                                                        | Округ Накодочес                                                                      | Сэм Хьюстон (1793—1863), 1-й и 3-й президент Республики Техас и 7-й губернатор штата Техас                                          | 23 185    | 3188 км²   | Округ Хьюстон на карте штата.      |
| Хейл         | 189  | Плейнвью        | 1876                                                        | Округ Бехар                                                                          | Джон Хейл, лейтенант, убитый в битве при Сан-Хасинто                                                                                | 36 602    | 2603 км²   | Округ Хейл на карте штата.         |
| Хэйс         | 209  | Сан-Маркос      | 1848                                                        | Округ Тревис                                                                         | Джон Коффи Хэйс (1817—1883), техасский рейнджер и офицер в Американо-мексиканской войне                                             | 97 589    | 1756 км²   | Округ Хэйс на карте штата.         |
| Хемпхилл     | 211  | Канейдиан       | 1876                                                        | Округа Бехар и Янг                                                                   | Джон Хемпхилл (1803—1862), судья и конгрессмен конфедератов                                                                         | 3351      | 2357 км²   | Округ Хемпхилл на карте штата.     |
| Хэнсфорд     | 195  | Спирмен         | 1876                                                        | Округа Бехар и Янг                                                                   | Джон М. Хэнсфорд, конгрессмен и судья в Техасе                                                                                      | 5369      | 2383 км²   | Округ Хэнсфорд на карте штата.     |
| Чеймберс     | 071  | Анауак          | 1858                                                        | Округа Джефферсон и Либерти                                                          | Томас Джефферсон Чеймберс, юрист раннего Техаса                                                                                     | 26 031    | 1551 км²   | Округ Чеймберс на карте штата.     |
| Чероки       | 073  | Раск            | 1846                                                        | Округ Накодочес                                                                      | Индейское племя чероки | 46 659    | 2725 км²   | Округ Чероки на карте штата.       |
| Чилдресс     | 075  | Чилдресс        | 1876                                                        | Округа Бехар и Янг                                                                   | Джордж Кемпбелл Чилдресс (1804—1841), один из авторов техасской декларации о независимости                                          | 7688      | 1839 км²   | Округ Чилдресс на карте штата.     |
| Шеклфорд     | 417  | Олбани          | 1874                                                        | Округ Джэк                                                                           | Джек Шэккелфорд, солдат техасской революции                                                                                         | 3302      | 2367 км²   | Округ Шеклфорд на карте штата.     |
| Шелби        | 419  | Сентер          | 1836                                                        | Один из 23 первоначальных округов                                                    | Исаак Шелби, солдат войны за независимость США из Теннесси и губернатор Кентукки (1792—1796) (1812—1816)                            | 25 224    | 2056 км²   | Округ Шелби на карте штата.        |
| Шерман       | 421  | Стратфорд       | 1876                                                        | Округ Бехар                                                                          | Сидни Шерман (1805—1873), солдат техасской революции                                                                                | 3186      | 2391 км²   | Округ Шерман на карте штата.       |
| Шлейхер      | 413  | Эльдорадо       | 1887                                                        | Округ Крокетт                                                                        | Густав Шлейхер, инженер и член легислатуры Техаса                                                                                   | 2935      | 3395 км²   | Округ Шлейхер на карте штата.      |
| Эдуардс      | 137  | Рокспрингс      | 1858                                                        | Округ Бехар                                                                          | Хаден Эдвардс (1771—1849), один из первых поселенцев в Накодочес                                                                    | 2162      | 5491 км²   | Округ Эдуардс на карте штата.      |
| Эктор        | 135  | Одесса          | 1887                                                        | Округ Том-Грин                                                                       | Мэтью Эктор (1822—1879), генерал Конфедеративных Штатов Америки                                                                     | 121 123   | 2334 км²   | Округ Эктор на карте штата.        |
| Эллис        | 139  | Уоксахачи       | 1849                                                        | Округ Наварро                                                                        | Ричард Эллис (1781—1846), президент конвенции, издавшей техасскую декларацию о независимости                                        | 111 360   | 2435 км²   | Округ Эллис на карте штата.        |
| Эль-Пасо     | 141  | Эль-Пасо        | 1848                                                        | Округ Санта-Фе                                                                       | Проход, образованный рекой Рио-Гранде, протекающей через горы (исп. el paso — проход)                                               | 721 598   | 2624 км²   | Округ Эль-Пасо на карте штата.     |
| Эрат         | 143  | Стивенвилл      | 1856                                                        | Округа Боске и Корьел                                                                | Джордж Бернард Эрат, исследователь и солдат в битве при Сан-Хасинто                                                                 | 33 001    | 2813 км²   | Округ Эрат на карте штата.         |
| Ювалде       | 463  | Ювалде          | 1850                                                        | Округ Бехар                                                                          | Каньон-де-Угальде, поле боя, где испанский генерал Хуан де Угальде победил в сражении с 300 индейцами-апачи                         | 25 926    | 4033 км²   | Округ Ювалде на карте штата.       |
| Янг          | 503  | Грейам          | 1856                                                        | Боске и Фаннин                                                                       | Уильям Кок Янг, техасский поселенец, прокурор, шериф и маршал Соединённых Штатов                                                    | 17 943    | 2388 км²   | Округ Янг на карте штата.          |

## Бывшие округа
По крайней мере 32 округа, учреждённых законами Техаса, в настоящее время не существуют. Эти округа можно разделить на 5 категорий: судейские округа; округа, созданные Конституционной конвенцией 1868—1869 годов; неорганизованные округа; округа, в настоящее время не входящие в состав штата; округа, изменившие название.
- Судейские округа — округа, получившие такой же статус, как и обычные, однако не имевшие представителей в Конгрессе Республики Техаса. В 1842 году такие округа были признаны неконституционными: Берлесон, Барнет, Гамильтон, Гуадалупе, Де-Уитт, Ла Бака, Менард, Мэдисон, Нечес, Панола, Паскаль, Смит, Спринг-Крик, Тринити, Уард, Уэйко.
- Создание округов по Конституциональной конвенции 1868—1869 годов не было выполнено легислатурой штата, хотя официально они были организованы: Дельта, Латимер, Ричард, Уэбстер.
- Легислатура постановила создание пяти округов, которые так и не были организованы: Бачел, Доусон, Уэджфарт, Фоли, Энсинол
- Округа Грир, Уорт и Санта-Фе находятся на территории современных штатов Оклахома и Нью-Мексико.
- Переименованные округа:
  - Бьюкенен (переименован в Стефенс в 1861 году)
  - Дэвис (переименован в Касс дважды в 1861 и 1871 году)
  - Навасото (переименован в Бразос в 1842 году)
  - Сиболо (переименован из Уилсон в Сиболо и обратно)
  - Харрисбург (переименован в Харрис в 1839 году)